# Колонијал Хајтс (Вирџинија)
Колонијал Хајтс (енгл. Colonial Heights) град је у америчкој савезној држави Вирџинија. По попису становништва из 2010. у њему је живело 17.411 становника.

## Демографија
Према попису становништва из 2010. у граду је живело 17.411 становника, што је 514 (3,0%) становника више него 2000. године.
|                   | 2010.           | 2000.           |
| Укупно            | 17 411 (100,0%) | 16 897 (100,0%) |
| Белци             | 14 020 (80,52%) | 14 920 (88,30%) |
| Афроамериканци    | 1 783 (10,24%)  | 1 059 (6,267%)  |
| Хиспаноамериканци | 674 (3,871%)    | 274 (1,622%)    |
| Азијати           | 578 (3,320%)    | 459 (2,716%)    |
| Остали            | 356 (2,045%)    | 185 (1,095%)    |